# Álvaro Rodríguez Ros
Álvaro Rodríguez Ros, becenevén Alvarito (Ujo, 1936. január 16. – Huércal-Overa, 2018. június 16.) válogatott spanyol labdarúgó, hátvéd, edző.

## Pályafutása

### Klubcsapatban
A San Juan de Mieres korosztályos csapatában kezdte a labdarúgást. 1953–54-ben a Langreano labdarúgója volt. A következő idényben a Caudal, majd az azt követő két idényben a Real Oviedo játékosa volt. 1957 és 1963 között az Atlético Madrid csapatában szerepelt. Két spanyol kupa-győzelmet és egy KEK-győzelmet ért el a csapattal. 1963–64-ben a Real Murcia, 1964–65-ben az ír Shelbourne együttesében játszott. 1965-ben a Córdoba CF, 1968-ban a kanadai Vancouver Royals labdarúgója volt.

### A válogatottban
1959-ben egy alkalommal szerepelt a spanyol B-válogatottban. 1960-ban két alkalommal lépett pályára a spanyol válogatottban

### Edzőként
1965-ben az ír Shelbourne együttesénél játékos-edzőként tevékenykedett. 1979 és 1992 között főleg alacsonyabb osztály spanyol csapatoknál dolgozott vezetőedzőként. 1987–88-ban a Marbella, 1989–90-ben és 1991–92-ben a Melilla szakmai munkáját irányította. 1990–91-ben a Linense csapatánál dolgozott.

## Sikerei, díjai
Atlético Madrid
- Spanyol kupa (Copa del Generalísimo)
  - győztes: 1960, 1961
- Kupagyőztesek Európa-kupája (KEK)
  - győztes: 1961–62